# Addgene
Addgene est une société de droit américain qui met à disposition des laboratoires une banque de plasmides en conservant leur identification précise. L'objectif d'Addgene est de faciliter l'échange de matériel génétique entre les laboratoires en stockant des plasmides et leurs données de clonage associés. Les plasmides sont expédiés aux laboratoires dans le monde entier pour une utilisation dans le cadre de recherches scientifiques. Addgene fournit également une base de données en ligne gratuite contenant des informations de clonage des plasmides et des références, y compris les listes de vecteurs backbones couramment utilisés, des plasmides lentiviraux courants et des protocoles de clonage moléculaire.

## Description
Addgene a été fondé en 2004 par Melina Fan, Ph.D., Kenneth Fan et Benjie Chen, Ph.D., pour servir de ressource centralisée pour les scientifiques, la recherche scientifique et médicale et rendre le stockage, la recherche et le partage des plasmides utilisés plus aisé,. Le siège d'Addgene est situé à Cambridge dans le Massachusetts. Les plasmides sont stockés et expédiés à partir de Cambridge. Une copie de chaque plasmide est également stockée à un emplacement de sauvegarde dans le Maryland. L'ajout de plasmide dans la banque de données d'Addgene est libre. Ce qui permet leur distribution et leur archivage. En tant qu'organisation non-lucrative, l'organisation couvre ses coûts d'exploitation de maintenance et améliore la collecte en facturant des frais réduits (65 $) aux scientifiques qui demandent des plasmides. Bien que Addgene n'ait pas un but lucratif, 8 millions de dollars d'instructions d'ADN ont été vendus l'an dernier et un excédent de 2 millions de dollars a été encaissé.

## Contenu
Plasmid Repository
En 2014, la base de données Addgene distribuait 30 000 types de plasmides, déposés par 1700 laboratoires. La collection de plasmides contient des plasmides utilisés pour une grande variété de fonctions, telles que l'ingénierie du génome (y compris CRISPRS), l'expression génique, shRNA knock-down, la délivraison de gène par virus ou la détection de miARN.

## Distinctions
Addgene a remporté plusieurs prix pour l'innovation et la recherche dont le Prix de Réseau de masse à but non lucratif pour l'excellence en innovation,, prix de Cambridge 2014 pour la recherche et le développement de laboratoires et le prix de leadership de la technologie de masse 2012 (Mass Tech).
L'ADN le plus souvent commandé est le cas9, la protéine d'édition utilisée dans CRISPR. Depuis 2013, le matériel génétique pour CRISPR a été envoyés plus de 60 000 fois. Une fois qu'un laboratoire a reçu les bactéries hébergeant le gène, il peut le reproduire. C'est une ressource renouvelable.